# Libro de los Ritos

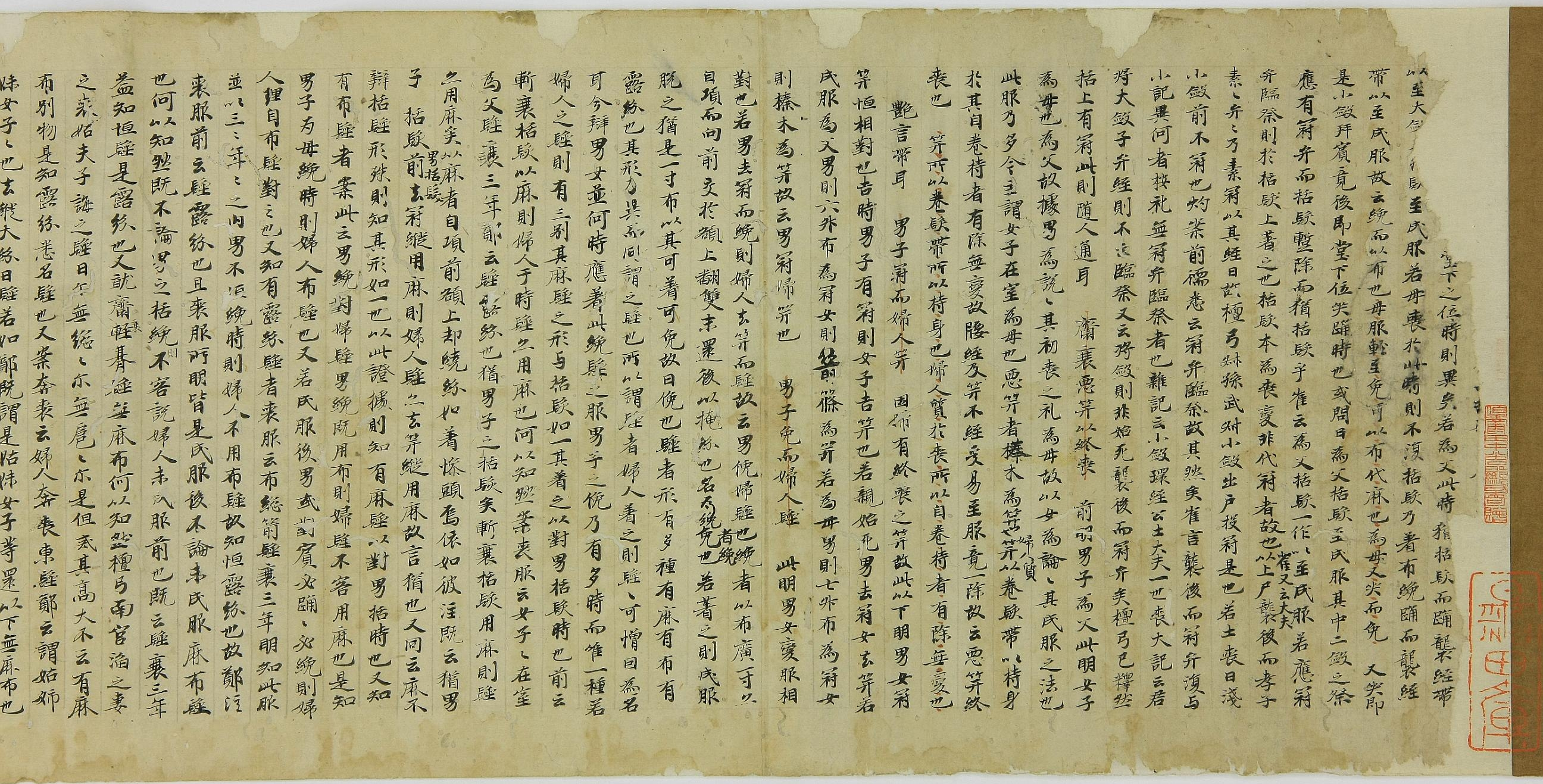
Una versión anotada del Libro de los Ritos, fechada antes de 907

El Libro de los Ritos o Clásico de los Ritos (en chino tradicional, 禮記; en chino simplificado, 礼记; pinyin, Lǐjì) es uno de los cinco libros clásicos del confucianismo que toda persona culta debía conocer. Describía las normas sociales, los sistemas de gobierno y los ritos ceremoniales de la dinastía Zhou.
El capítulo 6 contiene el texto clásico del utopismo social de la Antigua China:

Cuando se marchaba por el camino de la virtud, el mundo no era más que una comunidad. Se escogía [como dirigentes] a los hombres de talento. Su voz era sincera y practicaban la armonía. Los hombres trataban a los padres de los demás como a los suyos propios. Se proporcionaba a los ancianos un cobijo hasta la muerte, a los hombres en la fuerza de la vida trabajo, a los jóvenes educación. Se manifestaba dulzura y compasión por las viudas, los huérfanos, las personas sin hijos y los enfermos, de forma que se preocupaban de ellos. Cada hombre tenía un trabajo y cada mujer un hogar. La gente despreciaba el despilfarro de los bienes, sin acapararlos, sin embargo, para ellos. Les gustaba trabajar con todas sus fuerzas, pero sin buscar el beneficio individual. Por ello las ambiciones individuales no podían desarrollarse. No se conocían ladrones ni bandidos y las puertas exteriores de las casas estaban siempre abiertas. Era el período llamado de la Gran Unidad (datong).